# Андрушул-де-Сус
Андрушу́л-де-Сус (Верхній Андрушул, Верхній Андруш, рум. Andrușul de Sus) — село в Кагульському районі Молдови, утворює окрему комуну.